# A szél fésűje
A szél fésűje (spanyolul: [El] Peine del Viento) nevű szoboregyüttes a spanyolországi San Sebastián egyik nevezetessége.

## Története és leírása
A corten acélból készült, tengerparti sziklákra erősített, három részből álló szoboregyüttes az északkelet-spanyolországi San Sebastián tengerpartján, azon belül is a La Concha nevű öböl nyugati partján található.
Eduardo Chillida helyi szobrászművész készítette 1952-től kezdve, de csak 1977-ben készült el. Ekkor San Sebastián városának adományozta, ám még egészen 1999-ig dolgozott a sorozat folytatásán, ami így végül 23 darabosra duzzadt. A ma a tengerparton elhelyezett szobrok összefoglaló neve A szél fésűje XV, utalva a számozással arra, hogy a sorozat valójában jóval bővebb, mint ami itt látható abból. A többi darab később különböző helyszínekre került, például a madridi Zsófia Királyné Múzeumba, a párizsi UNESCO-palotába vagy az hernani Chillida-Leku múzeumba.
A három szobor közül kettő egymás párjának tekinthető: ezek egymással szembe néznek, és egy magyarázat szerint a múltat és a múltbeli egységet jelképezik, a harmadik, valamivel messzebb elhelyezett alkotás pedig a látóhatárt és a jövőt.
A parti sávot, ahonnan a szobrok a legjobban láthatóak, Luis Peña Ganchegui építész tervei alapján kövezték le vörös gránittal. Bár a helyszín erős szél és hullámverés esetén a leglátványosabb, előfordulhat, hogy a rendőrség biztonsági okokból pont ilyenkor zárja le a területet a látogatók elől.

## Képek

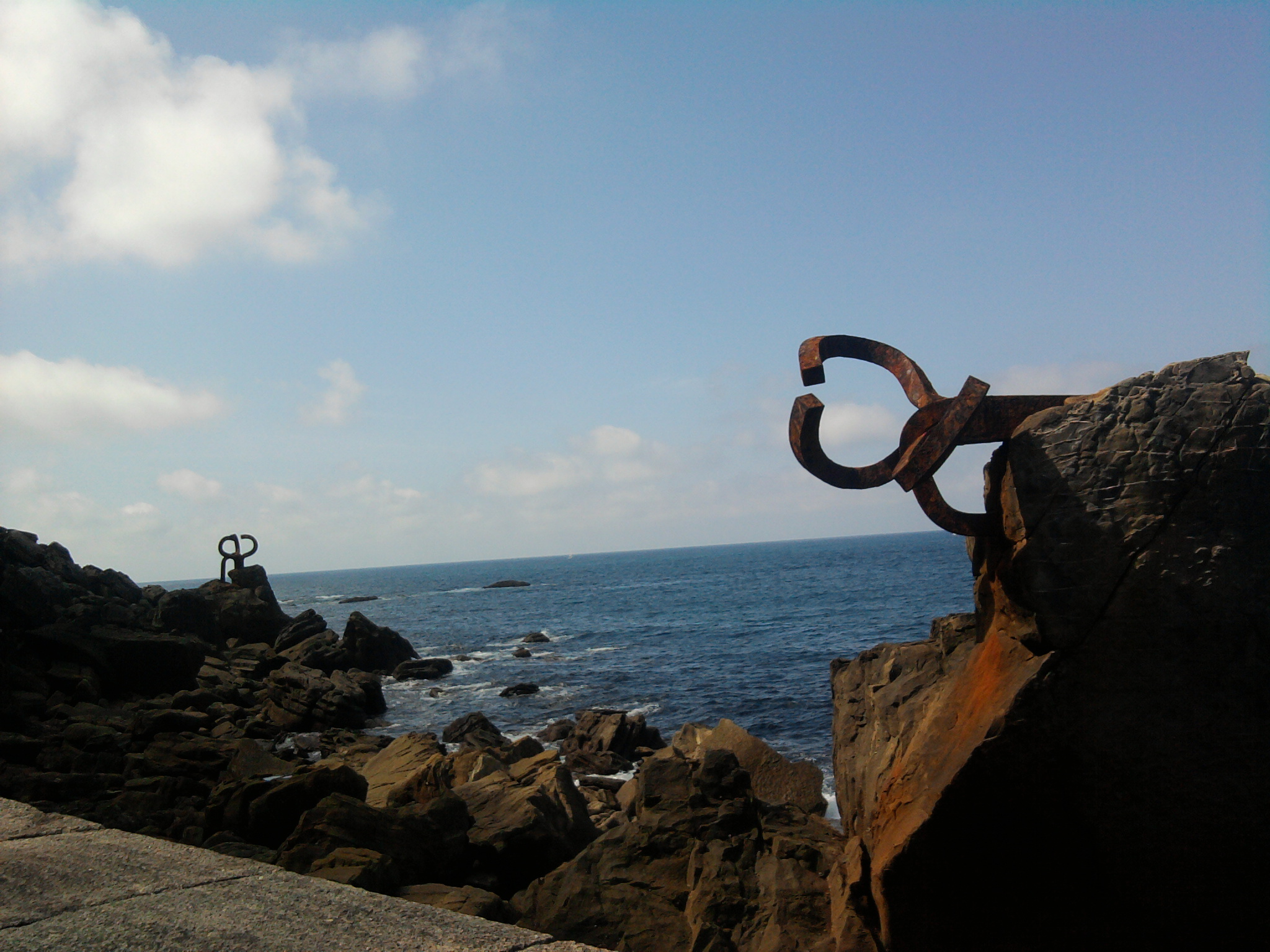
Látkép
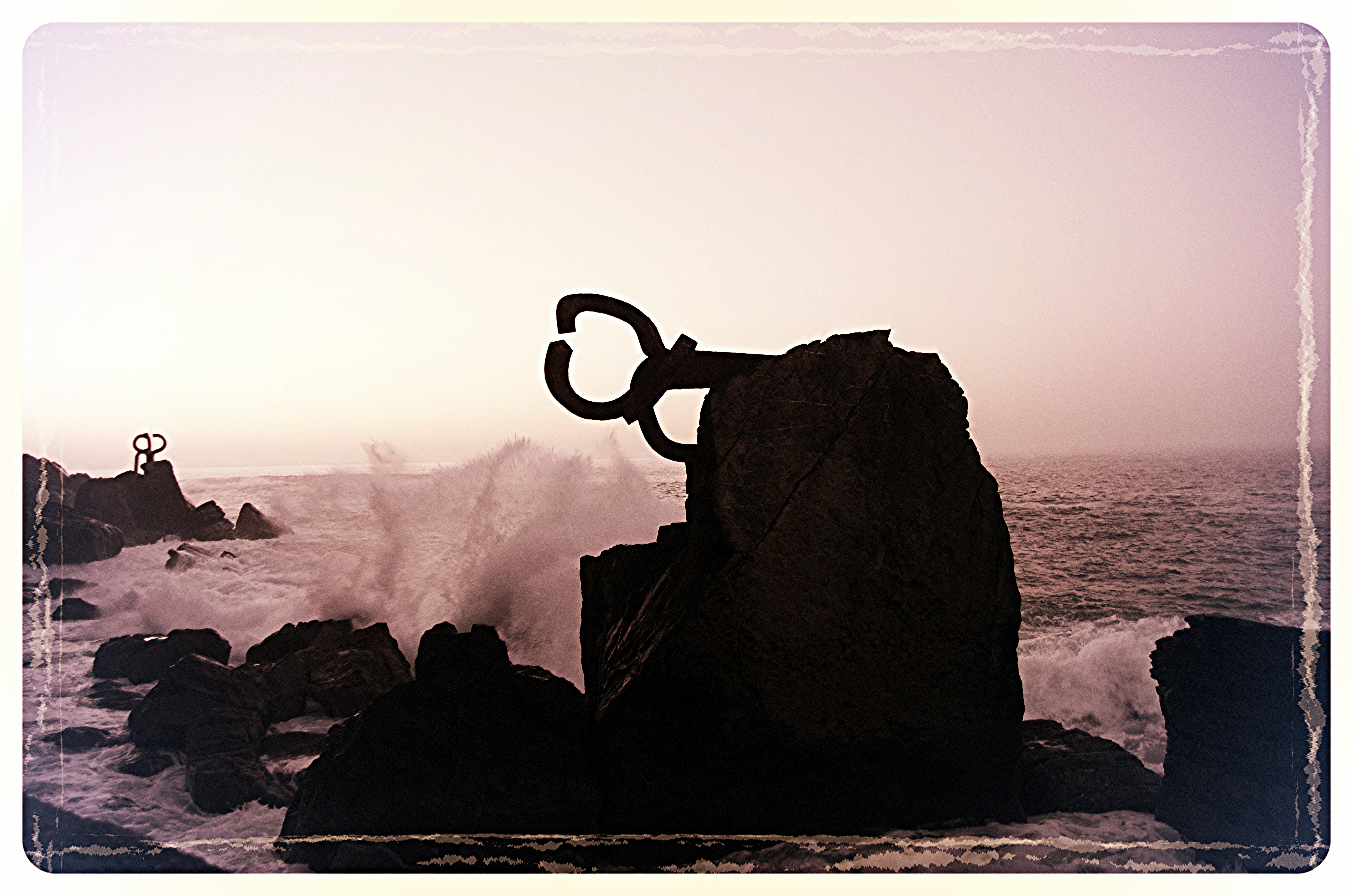
Hullámokkal
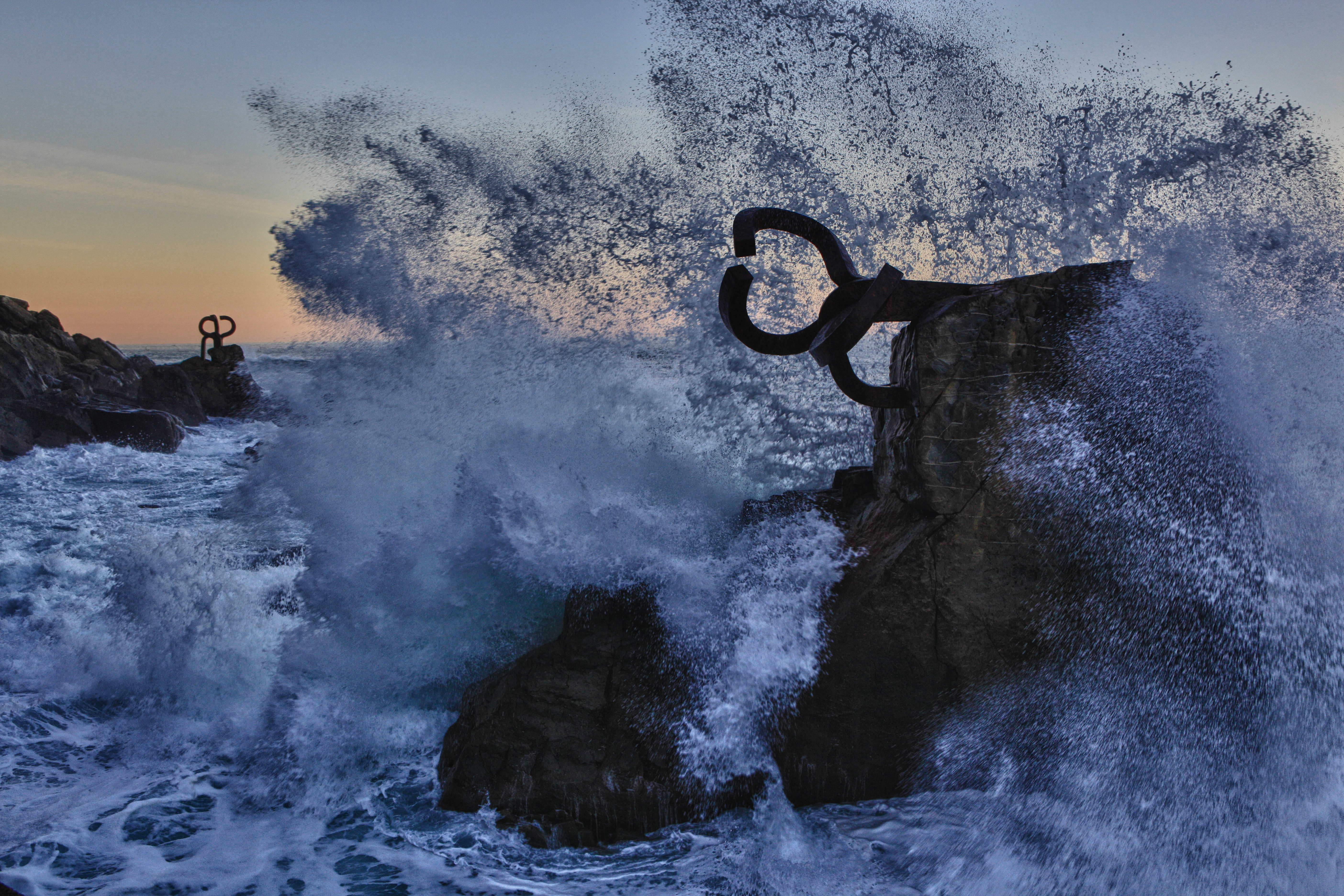
Nagy hullámok között
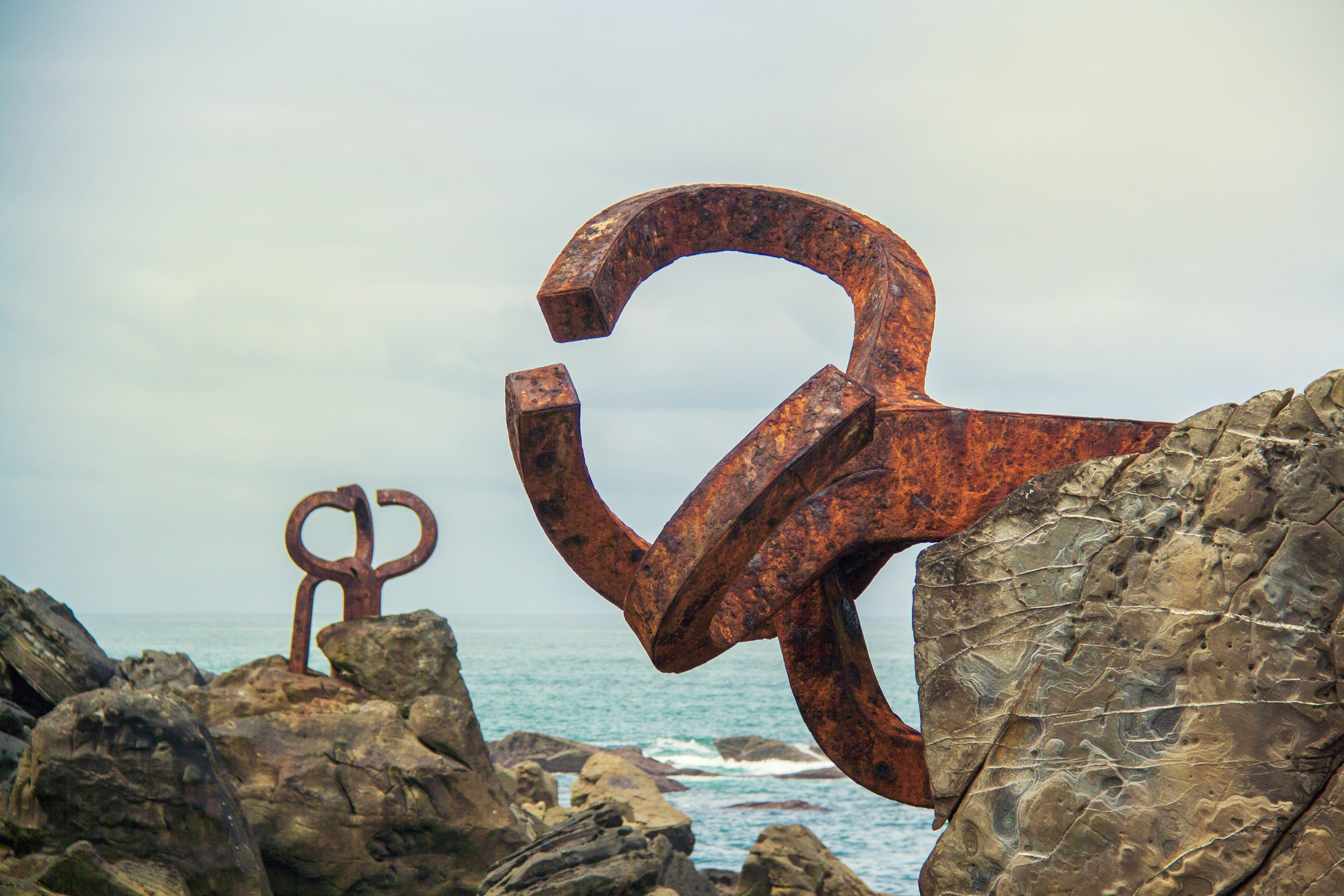
Az egyik rész közelről